# 伊達源一郎
伊達 源一郎（だて げんいちろう、1874年（明治7年）3月15日 - 1961年（昭和36年）7月15日）は、日本の政治家。緑風会参議院議員（1期）。読売新聞主筆。鳥類研究家。号・樸堂。

## 経歴
島根県出身。1899年同志社大学政治学部卒。1901年国民新聞に入り、編集局長、国際通信社ニュース部長、読売新聞主筆、ジャパンタイムス、島根新聞の各社の社長などを経て、1947年の第1回参議院議員通常選挙において島根地方区から無所属で立候補して当選する。国会内では内閣委員長を務めた。1953年の第3回参議院議員通常選挙には立候補しなかった。1961年死去。